# Dakteke
Dakteke är en sjö i Åre kommun i Jämtland och ingår i Indalsälvens huvudavrinningsområde. Sjön har en area på 0,112 kvadratkilometer och ligger 782,4 meter över havet. Sjön avvattnas av vattendraget Lillån.

## Delavrinningsområde
Dakteke ingår i det delavrinningsområde (700172-137592) som SMHI kallar för Ovan 700274-137562. Medelhöjden är 787 meter över havet och ytan är 1,01 kvadratkilometer. Räknas de 3 avrinningsområdena uppströms in blir den ackumulerade arean 3,27 kvadratkilometer. Lillån som avvattnar avrinningsområdet har biflödesordning 4, vilket innebär att vattnet flödar genom totalt 4 vattendrag innan det når havet efter 333 kilometer. Avrinningsområdet består mestadels av skog (35 procent) och sankmarker (53 procent). Avrinningsområdet har 0,11 kvadratkilometer vattenytor vilket ger det en sjöprocent på 10,9 procent.